# Miscanthus
Miscanthus ist eine Pflanzengattung innerhalb der Familie der Poaceae (Süßgräser), die je nach Quelle zwischen 14 und 20 Arten umfasst. Die Gattung gedeiht vorwiegend in feuchten Wiesen und Sümpfen von Afrika bis Ostasien, insbesondere findet sich eine Reihe von Arten in China und Japan. Während das Chinaschilf (Miscanthus sinensis) vor allem als Zierpflanze genutzt wird, ist das Riesen-Chinaschilf (Miscanthus × giganteus) eine bedeutende Energiepflanze.

## Beschreibung

Blütenstand einer Miscanthus-Art

Bei den Arten der Gattung handelt es sich um ausdauernde, laubwerfende oder immergrüne, büschelige oder rhizombildende Gräser. Die schilfartigen Sprosse tragen lineale oder schmal lanzettliche, gefaltete, überhängende Blätter, die von hell- oder mittelgrüner oder blau bis purpurgrüner Farbe sein können.
Die Gattung Miscanthus kann leicht anhand ihres Blütenstandes erkannt werden. Die Blütenstände bestehen aus dichten, endständig angeordneten, überhängenden Rispen, die sich aus den paarig angelegten und basal lang seidig behaarten Ährchen bilden. Die Blütenstände erscheinen im Spätsommer und Herbst und tragen nach langen, heißen Sommern vermehrt Blüten.

## Systematik
Die Gattung Miscanthus wurde 1855 durch Nils Johan Andersson aufgestellt. Der Gattungsname Miscanthus ist von den griechischen Wörtern mískos für „Stempel, Stiel“ und τὸ ἂνθος to ánthos für „die Blume“, „die Blüte“ u. a. abgeleitet. Synonyme für Miscanthus Andersson sind: Diandranthus Liou nom. inval., Miscanthidium Stapf, Sclerostachya (Hack.) A.Camus, Tiarrhena (Maxim.) Nakai orth. var., Triarrhena (Maxim.) Nakai, Xiphagrostis Coville.
Es gibt etwa 14 Arten:

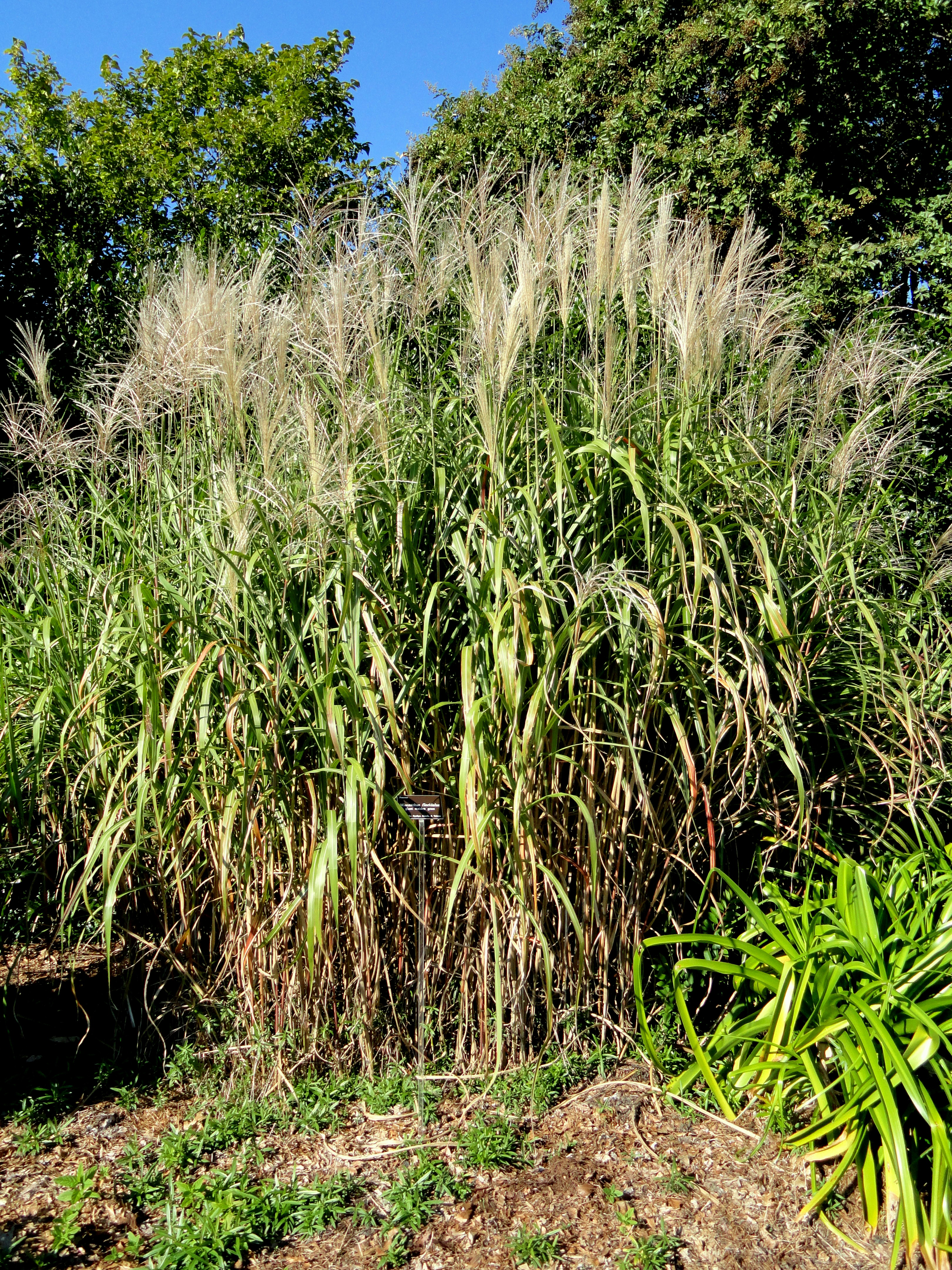
Habitus und Blütenstände von Miscanthus floridulus

- Miscanthus changii Y.N.Lee: Sie kommt in Korea vor.[3]
- Miscanthus depauperatus Merr.: Sie kommt auf den Philippinen vor.[3]
- Miscanthus ecklonii (Nees) Mabb. (Syn.: Miscanthus capensis (Nees) Andersson): Die Heimat ist das tropische und das südliche Afrika.[3][1]
- Miscanthus floridulus (Labill.) Warb. ex K.Schum. & Lauterb.: Das Verbreitungsgebiet reicht von Indochina bis Japan und zu den Inseln im Pazifik.[3][2]
- Miscanthus fuscus (Roxb.) Benth.: Sie kommt vom Indischen Subkontinent bis zur Malaien-Halbinsel vor.[3]
- Miscanthus junceus (Stapf) Pilg.: Sie kommt vom südlichen tropischen Afrika bis ins südliche Afrika vor.[3]
- Miscanthus lutarioriparius L.Liu ex S.L.Chen & Renvoize: Sie kommt in den chinesischen Provinzen Hubei und Hunan vor.[3]
- Miscanthus nepalensis (Trin.) Hack.: Das Verbreitungsgebiet reicht von Indien bis China und Malaysia.[3][2]
- Miscanthus nudipes (Griseb.) Hack.: Sie kommt in zwei Unterarten von Nepal bis ins südliche und zentrale China vor.[3]
- Riesen-Chinaschilf (Miscanthus ×ogiformis Honda, Syn.: Miscanthus ×giganteus J.M.Greef & Deuter ex Hodk. & Renvoize =  Miscanthus sacchariflorus  × Miscanthus sinensis): Er kommt in Korea und Japan vor.[3]
- Miscanthus oligostachyus Stapf: Die Heimat ist Korea und Japan.[3][1]
- Miscanthus paniculatus (B.S.Sun) Renvoize & S.L.Chen: Sie gedeiht an trockenen Berghängen in Höhenlagen von 2500 bis 3100 Metern in den chinesischen Provinzen Sichuan, Yunnan und westlichen Guizhou.[2]
- Miscanthus sacchariflorus (Maxim.) Hack.: Das Verbreitungsgebiet reicht von Japan und dem östlichen China bis zum äußersten Ostasien.[3][2]
- Chinaschilf (Miscanthus sinensis Andersson, Syn.: Miscanthus purpurascens Nees, Miscanthus transmorrisonensis (Hayata) Andersson): Das Verbreitungsgebiet reicht von Malesien und China bis zum äußersten Ostasien.[3][2]
- Miscanthus tinctorius (Steud.) Hack.: Die Heimat ist Japan.[3]
- Miscanthus villosus Y.C.Liu & H.Peng: Sie kommt in Yunnan vor.[3]
- Miscanthus violaceus (K.Schum.) Pilg.: Sie kommt von Uganda bis Sambia vor.[3]

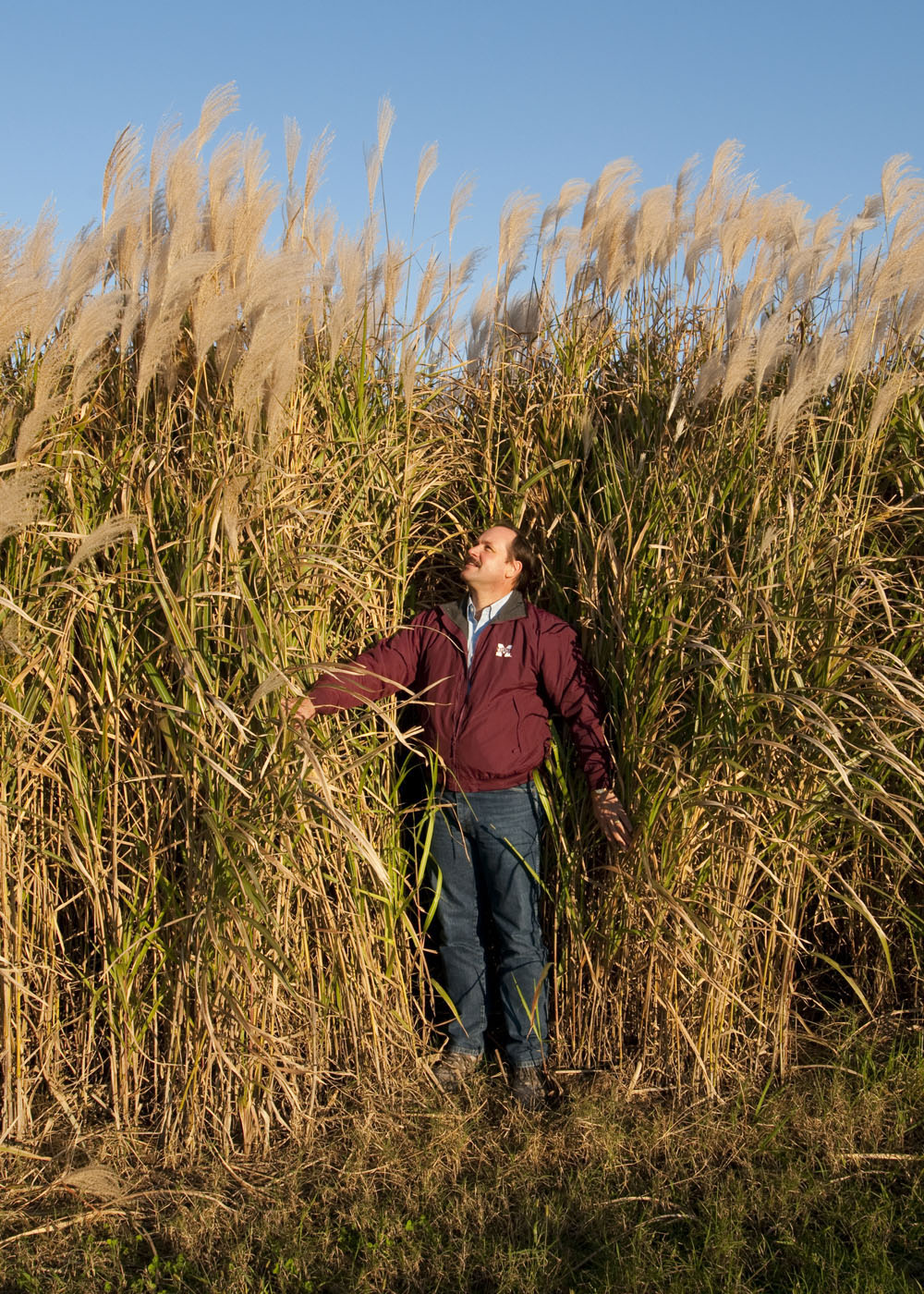
Miscanthus ×ogiformis

## Verwendung
Der auch als Riesen-Chinaschilf bekannte schnellwüchsige Hybrid Miscanthus ×giganteus (aus M. sacchariflorus und M. sinensis) bietet wegen seines hohen Brennwertes und seiner günstigen Kohlendioxidbilanz günstige Voraussetzungen zur Verwendung als nachwachsender Lieferant von Biomasse, Brennstoff, Rindenmulchersatz für Beete, Papier, Baustoff oder Einstreu in der Tierhaltung.
Der Heizwert entspricht in etwa dem von Holz. Der Grund, dass Miscanthus bislang (2015) wenig industriell genutzt wird, liegt darin, dass Heizkraftwerke dafür umgebaut werden müssten. Die Verbrennung von Miscanthus erzeugt viel Asche. Im baden-württembergischen Hoffenheim gibt es ein Heizkraftwerk, das nur mit Miscanthus betrieben wird. Die Anlieferung des Materials durch regionale Anbauer sorgt für kurze Wege.
Aus Miscanthus kann Hydroxymethylfurfural gewonnen werden, welches zur Herstellung verschiedener Kunststoffe genutzt werden kann. Jedoch ist das Verfahren noch nicht marktreif.
Auf einer Fläche mit Miscanthus, die als im Umweltinteresse genutzte Fläche ausgewiesen ist, dürfen Pflanzenschutzmittel (ausgenommen im ersten Jahr) und mineralische Düngemittel nicht eingesetzt werden (§ 32b der Direktzahlungen-Durchführungsverordnung).
Als Zierpflanzen werden Miscanthus-Arten als Solitärpflanzen oder in Misch- und Krautrabatten gepflanzt. Chinaschilf ist auch zur Bepflanzung von Gewässerrändern und als Sichtschutz für die Sommerzeit geeignet. Die Blütenstände können als Schnittblumen geerntet werden. Die genutzten Miscanthus-Arten sind voll frosthart bis frosthart und vertragen fast alle Kultur-Bedingungen.

## Belege